# Liam Bridcutt
Liam Robert Bridcutt (Reading, 8 mei 1989) is een Schots voormalig voetballer die doorgaans speelde als middenvelder. Tussen 2007 en 2023 was hij actief voor Chelsea, Yeovil Town, Watford, Stockport County, Brighton & Hove Albion, Sunderland, Leeds United, Nottingham Forest, Bolton Wanderers, Lincoln City en Blackpool. Bridcutt maakte in 2013 zijn debuut in het Schots voetbalelftal en kwam uiteindelijk tot twee interlandoptredens.

## Clubcarrière
Bridcutt stroomde in 2007 door vanuit de jeugd van Chelsea. Dat verhuurde hem aan achtereenvolgens Yeovil Town, Watford en Stockport County. Een doorbraak bij Chelsea bleef uit, waarop Bridcutt in 2010 verkaste naar Brighton & Hove Albion. Hij tekende hier in eerste instantie voor vijf maanden op huurbasis. Nadat hij zijn verbintenis eerst verlengde tot het einde van het seizoen, stapte hij vervolgens definitief over en bleef hij drieënhalf jaar bij Brighton. Op 30 januari 2014 vertrok Bridcutt naar Sunderland, waar hij weer speelde onder zijn voormalige coach, Gustavo Poyet.
Op 16 augustus 2016 tekende Bridcutt een contract tot medio 2018 bij Leeds United. De club huurde de middenvelder het voorgaande seizoen al. Een jaar later nam Nottingham Forest Bridcutt over en hij zette zijn handtekening onder een verbintenis voor de duur van drie seizoenen. Bridcutt werd medio 2019 voor één seizoen verhuurd aan Bolton Wanderers. Deze verhuurperiode werd beëindigd in januari 2020, waarna Lincoln City hem op huurbasis overnam. Na deze verhuurperiode verkaste Bridcutt op vaste basis naar Lincoln, waar hij voor twee seizoenen tekende. Blackpool gaf Bridcutt in september 2022 een contract tot het einde van het seizoen met een optie op een jaar extra. Deze optie werd niet gelicht en na een jaar zonder club zette Bridcutt in 2024 op vijfendertigjarige leeftijd een punt achter zijn actieve loopbaan.

## Interlandcarrière
Bridcutt maakte op 26 maart 2013 zijn debuut in het Schots voetbalelftal. Op die dag werd een kwalificatiewedstrijd voor het WK 2014 tegen Servië met 2–0 verloren door twee doelpunten van Filip Đuričić. Bridcutt mocht van bondscoach Gordon Strachan  in de basis beginnen en hij speelde het gehele duel mee. De andere debutant deze wedstrijd was George Boyd (Hull City).
| Interlands van Liam Bridcutt voor Schotland | Interlands van Liam Bridcutt voor Schotland | Interlands van Liam Bridcutt voor Schotland | Interlands van Liam Bridcutt voor Schotland | Interlands van Liam Bridcutt voor Schotland | Interlands van Liam Bridcutt voor Schotland |
| №                                           | Datum                                       | Wedstrijd                                   | Uitslag                                     | Competitie                                  | Goals                                       |
| Als speler bij Brighton & Hove Albion       | Als speler bij Brighton & Hove Albion       | Als speler bij Brighton & Hove Albion       | Als speler bij Brighton & Hove Albion       | Als speler bij Brighton & Hove Albion       | Als speler bij Brighton & Hove Albion       |
| ------------------------------------------- | ------------------------------------------- | ------------------------------------------- | ------------------------------------------- | ------------------------------------------- | ------------------------------------------- |
| 1                                           | 26 maart 2013                               | Servië – Schotland                          | 2 – 0                                       | WK 2014 kwalificatie                        |                                             |
| Als speler bij Leeds United                 |                                             |                                             |                                             |                                             |                                             |
| 2                                           | 29 maart 2016                               | Schotland – Denemarken                      | 1 – 0                                       | Vriendschappelijke wedstrijd                |                                             |